# Puerto Ayacucho
Puerto Ayacucho je město ve Venezuele. Má přibližně 130 tisíc obyvatel, převážně mesticů, a je hlavním městem státu Amazonas.
Nachází se 544 km jižně od Caracasu na pravém břehu Orinoka, naproti přes řeku leží kolumbijské město Casuarito. Puerto Ayachucho má tropické monzunové podnebí a je obklopeno deštným pralesem. V jeho okolí se získává kaučuk a dřevo balata. Turistický ruch těží z blízkosti řeky Casiquiare, vodopádů Yutajé a četných stolových hor tepui. Místní etnografické muzeum poskytuje informace o životě domorodců v povodí Orinoka.
Město bylo založeno v roce 1924 a dostalo název podle bitvy u Ayacucha. O čtyři roky později nahradilo San Fernando de Atabapo v roli hlavního města teritoria Amazonas. V roce 1954 byla vysvěcena katedrála Panny Marie, Pomocnice křesťanů. Město má letiště, na silniční síť bylo napojeno až v sedmdesátých letech 20. století, kdy byla otevřena cesta do Caicara del Orinoco.